# ويكيبيديا الألمانية بنسلفانيا
ويكيبيديا الألمانية البنسيلفانية هي النسخة الألمانية بنسيلفانية من موسوعة ويكيبيديا. تأسست عام 2006.

## المستخدمين والمحريين
| عدد المستخدمين المسجلين | عدد المستخدمين النشيطين | عدد المقالات | صفحات المحتوى | عدد التعديلات | عدد الملفات المرفوعة | عدد الإداريين |
| ----------------------- | ----------------------- | ------------ | ------------- | ------------- | -------------------- | ------------- |
| 35٬818                  | 28                      | 2٬025        | 5٬993         | 106٬643       | 0                    | 1             |

## التاريخ
- مارس 2006 - أنشئت المقالة رقم 100.[3]
- أكتوبر 2006 - أنشئت المقالة رقم 1000.[3]